# Sinfonía de cámara n.º 1 (Schönberg)

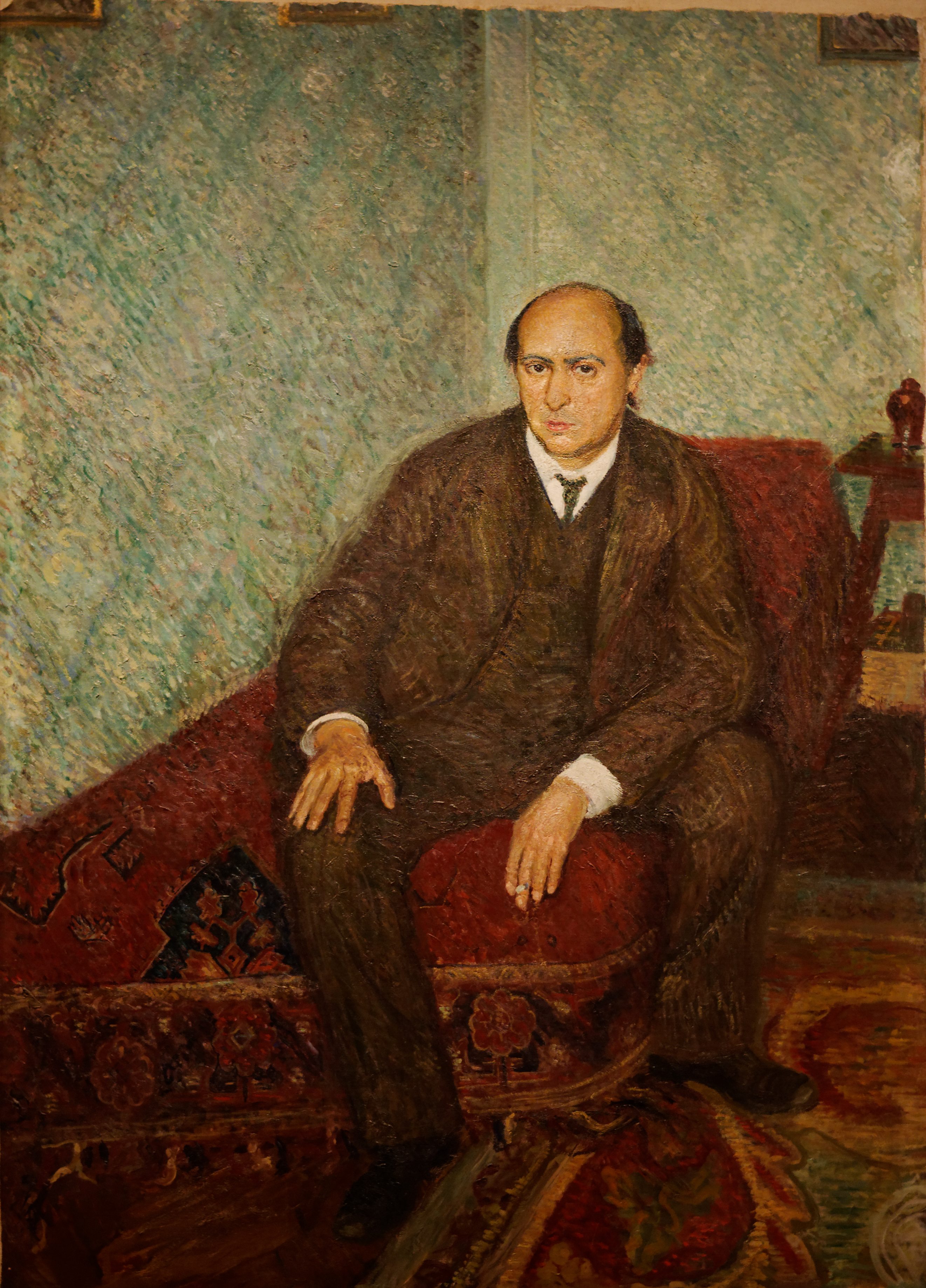
Retrato de Arnold Schönberg de Richard Gerstl (c. junio de 1905) (Museo de Viena).

La Sinfonía de cámara n.º 1 en mi mayor, Op. 9 para 15 instrumentistas (también conocida por su título en alemán Kammersymphonie, für 15 soloinstrumente, o simplemente como Kammersymphonie) es una obra del compositor austríaco Arnold Schönberg. Fue finalizada en 1906 y se estrenó el 8 de febrero de 1907 en Viena por el Rosé Quartet junto con un conjunto de viento de la Filarmónica de Viena, bajo la batuta del propio compositor.
Después de componer sus primeras obras en un estilo post-romántico, Schoenberg desarrolló un lenguaje musical completamente nuevo, como en esta sinfonía de cámara, que llevó la disonancia a niveles que el público no había encontrado anteriormente. La obra, de una duración aproximada de 25 minutos, es un conocido ejemplo del uso de la cuarta armónica.

## Historia

### Contexto
En 1901 Arnold Schönberg se casó con Mathilde von Zemlinsky y ese mismo año se trasladó a Berlín no sólo para mejorar su situación económica sino también para escapar de la sofocante atmósfera cultural vienesa del período de los Habsburgo. Allí, esperaba tener mayores posibilidades, contactos más amplios y poder vivir experiencias más estimulantes. Asumió la dirección de la Orquesta del Teatro Buntes, donde se interpretaba un repertorio de música ligera, operetas y cabaret. Fue a través del cabaret Überbrettl cuando Schönberg pudo conocer a personalidades como el poeta Richard Dehmel, el dramaturgo Frank Wedekind y sobre todo, a Richard Strauss que le ofreció la oportunidad de iniciar también con una actividad docente en el Conservatorio Stern, uno de los mejores de la capital alemana.
Poco tiempo después, en 1903, regresó a Viena y se convirtió en profesor de armonía y contrapunto en una escuela de la ciudad, donde entre sus numerosos alumnos se encontraban Alban Berg y Anton von Webern, a los que estaría unido por un vínculo de profunda y sincera amistad. Mientras tanto, gracias al apoyo de Gustav Mahler, se le ofreció la oportunidad de que muchas de sus obras fueran presentadas en público, aunque, a veces, recibió poca benevolencia por parte del público y la crítica. Aunque afligido por serios problemas debido a sus dificultades económicas, en esos años, Schönberg atravesó un período de feliz vena creativa que lo llevaría a la evolución de su lenguaje musical y a la superación de una concepción rígida de la tonalidad. 

### Composición
Obras como Seis canciones con orquesta Op. 8 (1904) y el Cuarteto de cuerda n.° 1, Op. 7 (1904-1905), sobre todo la última, ya presagia la tensa ambientación sonora del considerado primer logro artístico importante: la Sinfonía para orquesta de cámara n.º 1, Op. 9, compuesta originalmente en 1906 para quince instrumentos solistas y luego adaptada en 1935 para gran orquesta, Op. 9b.
En esta composición, el músico vienés se revela como un artista que, a pesar de sentirse ligado al pasado, afirma decididamente su personalidad buscando un nuevo mundo de sonoridades y soluciones constructivas todavía por explorar. En ella, así como en el final del Cuarteto de cuerda n.º 2, Op. 10 y en las Cinco piezas para orquesta, Op. 16, tanto la tonalidad como las estructuras clásicas parecen abandonadas. Es un mundo completamente nuevo que se está afirmando, un mundo del que encontramos las reglas contenidas en el Harmonielehre, el primer trabajo teórico de Schönberg, publicado en 1911, en el que declara: "Al componer, decido sólo con el sentimiento, el sentimiento de la forma; todo lo demás está excluido. La creación del artista es instintiva. La conciencia tiene poca influencia sobre ello". Comienza así la superación del sistema tradicional de composición que llevará a Schönberg a una actitud de rebeldía contra todas las formas de dogmatismo, que puede encontrarse en obras posteriores como las Seis pequeñas piezas para piano, Op. 19.

### Estreno
El estreno de la pieza se celebró el 8 de febrero de 1907 en Viena con la interpretación llevada a cabo por el Rosé Quartet junto con un conjunto de viento de la Filarmónica de Viena, bajo la batuta del propio compositor. 
La primera actuación en el Reino Unido tuvo lugar el 6 de mayo (o posiblemente el 16 de abril) de 1921, en el Aeolian Hall de Londres, dirigida por Edward Clark, antiguo alumno de Schoenberg. Entre los instrumentistas estaban Charles Woodhouse (violín), John Barbirolli (violonchelo), Léon Goossens (oboe), Aubrey Brain y Alfred Brain (trompas).

## Instrumentación
Se interpreta con los siguientes 15 instrumentos:
1 flauta / flautín, 1 oboe, 1 corno inglés, 1 clarinete requinto, 1 clarinete, 1 clarinete bajo, 1 fagot, 1 contrafagot, 2 trompas y cuerdas (1 violín I, 1 violín II, 1 viola, 1 violonchelo, 1 contrabajo.
Schönberg respetó el arreglo clásico de los músicos en el escenario, instruyendo que todas las cuerdas deben estar sentadas en la primera fila, los vientos en la segunda fila y todos los sonidos graves debían agruparse. Aunque esta composición se denomina comúnmente obra de cámara, su interpretación requiere un director. Algunos críticos han afirmado que un conjunto formado por diez vientos y sólo cinco cuerdas está intrínsecamente desequilibrado. Sin embargo, algunas de las voces se doblan para que ningún instrumento toque uno a uno contra otro. Sin embargo, la pieza requiere músicos altamente capacitados.

## Estructura y análisis
El punto de partida está representado por el intervalo de cuarta, introducido en el primer compás como función de acorde de cuartas superpuestas: sol, do, fa, si bemol, mi bemol, La bemol, e inmediatamente después tocado melódicamente por la trompa: re, sol, do, fa, si bemol, mi bemol. Presenta algo que va más allá del límite de una simple elección como podría ser, por ejemplo, el primer tema de una composición sinfónica clásica; las cuartas introducen desde el principio otro orden de elementos, es decir, también son una elección desde el punto de vista tonal, al igual que la escala de tonos completos que utiliza Claude Debussy. Es un momento importante en la evolución del lenguaje musical de Schönberg, que requiere un análisis cuidadoso.
La primera formación de una sensibilidad tonal se basaba en el intervalo de tercera que había dado origen al acorde perfecto, piedra angular de toda armonía tonal y símbolo de la estabilidad absoluta, en cuanto se compone de la superposición de dos intervalos de tercera (do, mi; mi, sol = do, mi, sol). Posteriormente, los músicos, a la búsqueda continua de un enriquecimiento expresivo del lenguaje, comenzaron a pulsar la tensión dialéctica de la composición, contraponiendo el acorde perfecto (típicamente estático) con otros acordes de movimiento que tendían a resolver en el acorde perfecto. Estos otros acordes, casi por germinación espontánea, no eran más que sucesivas superposiciones de terceras; naciendo primero el acorde de séptima (el intervalo entre dos notas extremas, dividido en cuatro terceras superpuestas: do, mi, sol, si bemol), seguido por el de novena (do, mi, sol, si bemol, re ), ambos ya utilizados en la época de Claudio Monteverdi. En el romanticismo temprano, se procedió a ampliar más la tensión del acorde de novena agregando una nueva tercera (do, mi, sol, si bemol, re, fa, la), empujando el intervalo total hasta la undécima, que habría caracterizado al Tristán e Isolda de Richard Wagner y la música de todos los compositores románticos. 
A finales del siglo XIX y principios del XX, se llevó a cabo un nuevo impulso del intervalo agregando una nueva tercera (do, mi, sol, si bemol, re, fa, la), realizando el acorde de decimotercera, utilizado principalmente por Maurice Ravel. Se había llegado al límite extremo, más allá del cual, la armonía tonal no podía ir más allá, ya que agregar otra tercera significaba reiniciar la serie con dos octavas de distancia, repitiendo así las mismas notas ya utilizadas. 
Por otro lado, la sucesión de intervalos de cuarta permitía tocar los doce sonidos de la escala sin repetición. En el momento en que comenzó a componer la primera sinfonía para orquesta de cámara, Schönberg aún no se había decidido a alcanzar el total de los doce sonidos, sin embargo, la elección del intervalo de cuarta, en todo caso, indica la voluntad del compositor de superar el vínculo de la armonía construida sobre terceras. De esta manera, Schönberg compuso su primera obra, que puede decirse "expresionista", según un lenguaje que constituye una creación auténticamente personal.
Esta obra sigue estando escrita según los cánones de tonalidad (para ser precisos, en mi mayor) y también hace uso de los esquemas formales de la sinfonía clásica. Su modernidad con respecto al pasado viene dada por importantes innovaciones armónicas que ya empujan la composición al umbral de la atonalidad, mientras que el rechazo del gigantismo orquestal (claramente evidente en la obra sinfónica de Bruckner y Mahler) lleva a Schönberg a preferir un sonido a veces enrarecido o, en otras ocasiones, deformado y violento, lo que revela una sensibilidad tímbrica antinómica frente a la del sinfonismo vigente en la época. El propio autor era plenamente consciente del significado innovador de su  opus 9, hasta el punto de escribir unos años más tarde en el Harmonielehre: “Aquí las cuartas ... expanden arquitectónicamente la pieza y dan su huella a toda la música. De ello se desprende que no aparecen en forma melódica o como un efecto armónico puramente impresionista, sino que su peculiaridad impregna toda la construcción armónica".
La Sinfonía de cámara n.º 1, op. 9 representa, una obra de transición hacia los posteriores logros musicales de Schönberg. Uno de los aspectos que proyectan la obra en la dimensión de la posterior organización integral del material musical se encuentra en la armonía, que presenta por primera vez lo que René Leibowitz ha definido como una concepción "única" de melodía y armonía. Después de los primeros cuatro compases introductorios, el ascenso de la primera trompa por impetuosos intervalos de cuarta, presenta un núcleo fundamental, alrededor del cual la interpretación no solo determina las melodías y la progresión horizontal de los temas, sino también las armonías.

### Primer tempo
El primer tempo (exposición) es un movimiento rápido, precedido de compases en tiempo lento, en el que son expuestos los elementos constructivos fundamentales de la obra, el famoso acorde para cuartas que apareció a los ojos de los críticos más severos como una verdadera declaración de guerra a la tonalidad tradicional. En la “Signale” de Berlín del 14 de mayo de 1913, el editor llegó a escribir: "Quince buenos músicos han presentado la Sinfonía de cámara de Schönberg. La "Sinfonía de cámara de los horrores" habría sido un título más apropiado. Es como si un espíritu diabólico hubiera susurrado que el futuro de la música está en el repudio de cualquier concepto de tonalidad…". El acorde va seguido de un tema en tonos completos; estos dos temas, que podrían definirse más acertadamente como simples grabados, se expanden posteriormente a todos los momentos de la Sinfonía, convirtiéndose en sus verdaderas células estructurales.

### Segundo tempo
El segundo tempo (Molto rapido) es una especie de scherzo 3/4 que, a través de un "crescendo" dinámico, alcanza lo que se puede definir como el (tercer) tempo (Molto più lento, ma scorrevole; Molto adagio) de la Sinfonía, que a su vez, conduce al Finale, rápido y lleno de entusiasmo (indicado por Schönberg con el término alemán schwungvoll). El Finale no se presenta como una pieza por derecho propio, ya que se basa en el mismo material temático anterior. Alban Berg planteó la hipótesis de que la obra incluía un gran tempo único en forma de sonata donde el Scherzo y el Tempo lento tendrían el carácter de inserciones, una entre la exposición y el desarrollo, la otra entre esta y la repetición final. Por su parte, Schönberg, que prestaba mucha atención al analizar sus composiciones con la cabeza fría, destacó las afinidades más ocultas entre temas aparentemente muy diferentes, que, además, se habían originado inconscientemente en el momento de su actividad creativa. Esta sutil red de relaciones se resuelven al escuchar en el contexto de un discurso musical fluido y animado donde episodios de gran energía temática se alternan con otros "de fermentación rítmica más oscura o de relajada expansión melódica". El "carácter ferviente y anhelante" que Hermann Scherchen atribuía a la intensa melodía del oboe y el violonchelo en la parte inicial del Finale, es en definitiva, un personaje de la Sinfonía.

## Discografía selecta
- Zubin Mehta, Bayerisches Staatsorchester (Farao Classics)
- Claudio Abbado, Orquesta de Cámara de Europa (Deutsche Grammophon)
- Heinz Holliger, Orquesta de Cámara de Europa (Apex Teldec)
- Pierre Boulez, Ensemble Intercontemporain (Sony BMG)
- Péter Eötvös, Ensemble Modern (RCA BMG)
- David Atherton, London Sinfonietta (Decca)
- Zubin Mehta, Orquesta Filarmónica de Los Ángeles (Decca)
- Leon Kirchner, Marlboro Festival Orchestra (Sony BMG)
- Philippe Herreweghe, Philippe Herreweghe Orchestra (Harmonia Mundi Fr.)
- Eliahu Inbal, Radio Sinfonieorchester Frankfurt (Philips)
- Jascha Horenstein, Orquesta Sinfónica de la SWR de Baden-Baden (Vox Turnabout)
- Michael Gielen, Orquesta Sinfónica de la SWR de Baden-Baden (Philips)
- Robert Craft, Twentieth Century Classics Ensemble (Naxos)